# Ginger (musicista)
Ginger, pseudonimo di David Walls (South Shields, 17 dicembre 1964), è un chitarrista e cantante inglese.
Attualmente fa parte dei The Wildhearts. Ha fatto parte dei Brides of Destruction solo per il 2005, scrivendo alcune canzoni assieme a loro.
Dal 2001 è concentrato inoltre in una fruttuosa carriera solista, nonché in tantissime collaborazioni.

## Discografia

### Solista

#### Album in studio
- 2005 - Valor del corazón
- 2007 - Yoni
- 2008 - Market Harbour

#### Album dal vivo
- 2001 - Grievous Acoustic Behaviour
- 2004 - The Great White Monkey
- 2005 - Potatoes & You
- 2005 - Live Begins at 40

#### Raccolte
- 2005 - A Break In The Weather

#### Singoli
- 2001 - I'm A Lover, Not a Fighter
- 2001 - Cars and Vaginas
- 2002 - And This Time I'm Serious
- 2002 - The Saga of Me & You
- 2003 - Virtual Love
- 2006 - Yeah Yeah Yeah
- 2007 - Holiday/Casino Bay

Con The Wildhearts
- 1992 - Don't Be Happy...Just Worry
- 1993 - Earth Vs The Wildhearts
- 1995 - P.H.U.Q.
- 1996 - Fishing For Luckies
- 1997 - Endless Nameless
- 2002 - Riff After Riff After Motherfucking Riff
- 2003 - The Wildhearts Must Be Destroyed
- 2004 - Coupled With
- 2007 - The Wildhearts
- 2008 - The Works
- 2019 - Renaissance Men